# Apprendistato cognitivo
L'apprendistato cognitivo (cognitive apprenticeship) è una metodologia didattica sviluppata dai ricercatori americani Allan Collins, John Seely Brown e Susan Newman, sostenitori della teoria pedagogica del costruttivismo sociale.
Si tratta di una proposta di organizzazione delle attività didattiche che riprende i principi dell'apprendistato tradizionale, della cosiddetta "bottega artigiana" di un tempo, della didattica basata sulle competenze, della "concettualizzazione della pratica" e si concretizza in un approccio che riserva maggiore attenzione agli aspetti metacognitivi e ai diversi contesti di applicazione del processo di apprendimento.

## Definizione di apprendistato cognitivo
L'apprendistato è una pratica formativa che consiste nella partecipazione alle attività proprie di contesti lavorativi. Nel caso di una formazione sul lavoro all'interno di un apprendimento tecnico-professionale le diverse modalità sono previste dal progetto educativo dell'istituzione educativa di appartenenza. Un novizio che si avvia ad imparare un mestiere, una professione, una pratica è in una posizione di "partecipazione periferica legittimata" ma la sua posizione diviene sempre più centrale quanto più l'esperienza e la partecipazione gli consentono di sviluppare abilità e conoscenze, cioè competenza.
Collins, Brown e Newman rivalutano i processi di modelling/coaching/scaffolding/fading, propri di un percorso di apprendistato, ai quali associano una intensa attività di riflessione e concettualizzazione su quanto si fa e si impara.
L'apprendistato cognitivo si rifà, per alcuni aspetti, ai concetti espressi da Lev Semënovič Vygotskij sull'interiorizzazione e sulla zona di sviluppo prossimale, concetti che indicano quanto nel processo di apprendimento dell'individuo siano rilevanti l'interazione con gli altri e l'aiuto degli altri. Lo sviluppo delle funzioni cognitive più complesse in un individuo emergono, secondo l'apprendistato cognitivo, con la collaborazione di individui "esperti", che fungono per il soggetto come modelli: l'esperto esibisce la propria prestazione, guida, orienta e conduce l'apprendista verso nuove competenze. Il modellamento (modelling) permette all'apprendista di appropriarsi di saperi e procedure utili a situazioni specifiche o più largamente a contesti sociali e di realizzare quella che viene definita: partecipazione guidata. Il concetto di partecipazione guidata, secondo Barbara Rogoff, sostanzia il processo educativo come atto reciproco in cui l'alunno, l'apprendista, acquisisce conoscenze attraverso la collaborazione con il tutor e attivamente contribuisce alla risoluzione di problemi muovendosi all'interno di contesti di interazione casuali e informali.
Il funzionamento cognitivo si modifica giorno per giorno grazie ai rapporti di apprendistato, che consistono in allenamenti e assistenza da parte dell'esperto (coaching); in un sostegno e appoggio continuo attraverso indicazioni e feedback (scaffolding); in una graduale riduzione dell'assistenza (fading) man mano che l'apprendista diviene più competente ad articolare ciò che sta svolgendo e ad esporre a voce alta l'esperienza di cui ha maturato consapevolezza; in una riflessione ponderata sulle sue prestazioni e nel confronto di queste con quelle dei pari o degli esperti, confronto che potenzia le abilità di autocorrezione e di autoregolazione; infine, nell'esplorare e risolvere problemi in maniera autonoma e scegliendo percorsi e soluzioni nuove.
Un esempio di apprendistato cognitivo sono le comunità di pratica, contesti di apprendimento basati sulla condivisione, collaborazione e aiuto reciproco in cui si genera conoscenza. In esse l'apprendente matura quella particolare energia psichica che sostiene il processo di apprendimento, la motivazione, soprattutto se le situazioni di problem solving a lui prospettate sono reali.
Le modalità sociali e di apprendistato in tali ambienti di apprendimento si sono sviluppate maggiormente con l'avvento delle tecnologie multimediali. L'interazione che si intesse è tra gli esperti, gli apprendisti e gli strumenti tecnologici culturalmente determinati. La conoscenza è distribuita tra le persone, le fonti di informazioni, i dati raccolti, le tecnologie che ne sostengono l'organizzazione, tra gli interlocutori, esperti e pari, con cui si comunica.

## Elementi che sostengono l'apprendistato cognitivo
Contesto
Il contesto è il luogo dove si sviluppano i processi cognitivi, si stabiliscono interazioni sociali e si genera la conoscenza situata tipica degli ambienti di apprendistato.
Incapsulamento dell'apprendimento
Fenomeno che limita e circoscrive gli apprendimenti scolastici al ristretto ambito della scuola e pertanto produce conoscenze non riutilizzabili. La modalità dell'apprendistato mira al superamento di questa tendenza e a determinare un sapere critico generalizzato da poter spendere nelle diverse esperienze.
Comunità di allievi
L'apprendistato cognitivo si fonda sull'interazione sociale che crea expertise distribuita tra i vari componenti della comunità attraverso pratiche collaborative.
Insegnamento reciproco
È il punto focale dell'apprendistato cognitivo che si determina in virtù del modellamento, dell'assistenza e del sostegno, sia l'esperto sia l'apprendente assumono il ruolo di insegnante.

## Metodi di insegnamento
Collins, Brown e Newman svilupparono sei metodi da applicare durante le diverse fasi dell'apprendistato cognitivo;
- i primi tre (modeling, coaching, scaffolding) sono il fulcro dell'apprendistato e sono legati all'area cognitiva e metacognitiva;
- i due successivi (articulation and reflection) sono sviluppati al fine di favorire la tecnica del problem-solving;
-l'ultimo passo (exploration) è pensato per aiutare a condurre l'apprendista all'indipendenza e per aiutare ad identificare e risolvere eventuali problemi.
Modelling
Il metodo del Modelling prevede che il maestro illustri e svolga un compito in presenza dell'apprendista, il quale può così costruire un modello concettuale grazie all'esperienza (per esempio, un docente di matematica potrebbe illustrare a voce alta ogni singolo passaggio durante lo svolgimento di un compito, fungendo da modello all'apprendista). 
Coaching
Qui invece, l'esperto osserva i compiti svolti dall'apprendista, dando suggerimenti e feedback mirati allo sviluppo delle conoscenze e al miglioramento delle prestazioni. Il maestro assiste continuamente secondo le necessità del ragazzo.
Scaffolding
In questo metodo, vengono strutturate le strategie e i metodi utili all'apprendista per migliorarne conoscenze e rinforzare l'apprendimento e questo può avvenire per manipolazione, in maniera attiva o tramite il lavoro di squadra, il maestro fornisce un appoggio all'apprendista, uno stimolo e pre-imposta il lavoro.
Articulation
Questa fase evidenza l'importanza dell'indagine, del pensare ad alta voce e il ruolo critico degli studenti; attraverso l'indagine, gli insegnanti pongono domande agli studenti per permettere loro di comprendere meglio il loro grado di conoscenza e per formare migliori modelli concettuali; il pensare a voce alta, obbliga gli studenti ad articolare i propri pensieri mentre risolvono i problemi.
Gli studenti assumono un ruolo determinante nel momento in cui monitorano il lavoro svolto dai loro colleghi durante le sessioni di gruppo.
Reflection
In questa fase l'apprendista ha la possibilità di comparare i propri processi e metodi di problem solving con quelli di altri esperti o colleghi; un metodo utilizzato è quello di comparare le precedenti performance di esperti e studenti, sottolineando gli aspetti comuni e quelli distanti, con lo scopo di migliorarsi di volta in volta. 
Exploration
Gli studenti devono risolvere i problemi in autonomia, in forma nuova, inoltre devono essere in grado di insegnare ai loro colleghi strategie di problem-solving.